# Castillo de Sandianes

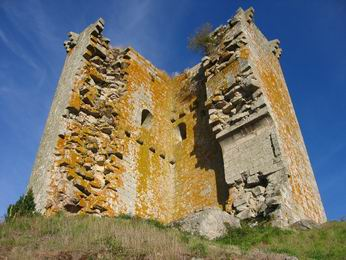
La torre del castillo.

El castillo de Sandianes, también conocido como Torre de Sandianes o Torre del Castro, es un castillo situado en un otero aislado en Sandianes (Orense, Galicia, España).

## Historia
La fundación de este castillo aparece envuelta en varias leyendas relacionadas, incluso, con Bernardo del Carpio (siglo IX). Fue construido sobre un antiguo castro, quizás en la primera mitad del siglo XII. Participó en las guerras fronterizas por la posesión del condado de Limia, entre el monarca Alfonso VII de Castilla y León y Afonso Henriques de Portugal.
En el año 1386 fue asaltado por el duque de Lancaster. Más tarde, en el año 1467, fue arrasado por los irmandiños, siendo posteriormente reconstruido. En la guerra hispano-lusitana del siglo XVIII, fue punto de concentración de tropas. Fue posesión de las más poderosas familias de la provincia.

## Situación actual
Hoy solo queda parte de la torre del homenaje, en la que se pueden observar sus gruesos muros. Constaba, además de sótano, de 3 pisos y terraza superior. A sus pies se puede admirar una buena panorámica de la desecada laguna de Antela y de la Comarca de La Limia.